# 優雅な空間で過ごす余暇
『優雅な空間で過ごす余暇』（ゆうがなくうかんですごすよか、蘭: Vrije tijd in een elegante omgeving、英: Leisure Time in an Elegant Setting）は、17世紀オランダ黄金時代の画家ピーテル・デ・ホーホが1663-1665年頃、キャンバス上に油彩で描いた絵画である。オランダの家の内部でなされている会話を描いている。作品は1975年、ロバート・レーマンのコレクション中の他の作品とともにニューヨークのメトロポリタン美術館に寄贈された。
同時代の画家フェルメールのように、ピーテル・デ・ホーホは、17世紀のオランダにおいて風俗画の発展に先駆的役割を果たした画家であった。彼はとりわけ室内の情景の技量に秀でていた。この技量は、本作の豊かに装飾された部屋や光の描写に見て取れる。大理石の床と金メッキをかけた皮の壁が左側の窓から入る光によって精緻に描かれているのである。前景の楽し気な会話は、右手奥の部屋にいる若い男と、年配の髭を生やした男の不思議な邂逅により損なわれている。デ・ホーホは、この豪華な装飾のある部屋で見事な明晰さと幾何学的効果を達成しているが、そうした特質は、画家がデルフトからアムステルダムに移ってからの1660年代に制作した絵画に特徴的なものである。